# Anthicus luciphilus
Anthicus luciphilus – gatunek chrząszcza z rodziny nakwiatkowatych i podrodziny Anthicinae.
Gatunek ten opisany został po raz pierwszy w 2002 roku przez Gerharda Uhmanna na łamach „Bonner zoologische Beiträge”. Jako lokalizację typową wskazano Farmers’ Brigade w Serowe w Botswanie. Epitet gatunkowy oznacza po łacinie „światłolubny” i odnosi się do faktu odłowienia materiału typowego do światła.
Chrząszcz o wydłużonym ciele długości 1,7 mm i szerokości 0,6 mm. Głowa jest błyszcząco brązowa z czarnymi oczami, grubo pomarszczona, bardzo krótko i niewyraźnie owłosiona, zaopatrzona w chude, żółto ubarwione czułki o członie przedostatnim tak długim jak szerokim. Skronie o połowę krótsze od oczu i nieco rozbieżne, tylna krawędź głowy zaś lekko wypukła. Przedplecze jest szersze niż u A. peri, lśniąco brązowe, grubo punktowane, porośnięte grubymi, jasnobrązowymi, skierowanymi ku tyłowi włoskami. Pokrywy są lśniąco brązowe, punktowane bardzo grubo, acz punkty stają się nieco mniejsze ku tyłowi, porośnięte grubymi, niezbyt długimi, jasnobrązowymi włoskami. Tylna para skrzydeł jest w pełni wykształcona. Odnóża są żółte i niewyraźnie owłosione.
Owad afrotropikalny, znany wyłącznie z Botswany.